# 弓獭蛤
弓獭蛤（学名：Lutraria rhynchaena，亦作），又名曲水獭马珂蛤、澳大利亞獭蛤（Lutraria australis）及菲律宾獭蛤（Lutraria philippinarum），是帘蛤目马珂蛤科獭蛤属的一种。其种加词“arcuata”意为“弓形的”、“弯曲的”。

## 型態特徵
外殼質薄，大型，略成腎形。殼長約8公分。殼皮褐色，殼內面白色，套線彎入深。

## 分佈
主要分佈於南中國海（福建平潭、東山，海南島新盈港、三亞、新村，廣東西部沿岸、廣西北部灣等地）、台湾本島及澎湖列島、澳大利亞、菲律賓、中国大陆，常栖息在潮间带、潮下带至30米及浅海泥沙海底。